# سکاتسبرگ (ایندیانا)
سکاتسبرگ، ایندیانا (به انگلیسی: Scottsburg, Indiana) یک شهر در ایالات متحده آمریکا با جمعیت ۶٬۷۴۷ نفر است که در ایندیانا واقع شده‌است.

## موقعیت جغرافیایی
موقعیت جغرافیایی شهرها و مناطق اطراف به شرح زیر است: